# Barbara Jezeršek
Barbara Jezeršek, née le 31 octobre 1986 à Kranj, est une fondeuse slovène, devenue australienne.

## Biographie
Sœur du coureur de combiné nordique Andrej Jezeršek, elle est à l'origine une nageuse et pratique occasionnellement le ski sous l'influence de ce dernier, mais une bronchite la redirige définitivement vers le ski de fond.
Chez les juniors, elle prend part à quatre éditions des Championnats du monde de la catégorie, obtenant son meilleur résultat en 2006 à Kranj, avec une quatrième place sur le cinq kilomètres classique.
Elle fait ses débuts en Coupe du monde en 2006 et marque ses premiers points lors de la saison 2010-2011 avec une 19e place sur la poursuite en style classique d'Oberhof au Tour de ski. Entre-temps, elle signe trois top dix aux Championnats du monde des moins de 23 ans, dont une sixième place sur le dix kilomètres libre en 2009 à Praz de Lys.
Elle reçoit sa première sélection en championnat du monde en 2009 à Liberec, où son meilleur résultat individuel est 43e sur le trente kilomètres, puis sa deuxième sélection en 2011 à Oslo, où elle finit 20e du dix kilomètres classique et 22e de la poursuite. En fin d'année 2011, elle signe son meilleur résultat dans la Coupe du monde avec une 17e au dix kilomètres classique à Rogla, performance qu'elle égale en 2014 à Lahti sur un dix kilomètres libre.
Lors des Jeux olympiques, elle compte deux participations sous les couleurs slovènes en 2010 à Vancouver, se classant 40e du dix kilomètres libre, 17e de la poursuite et 17e du relais et en 2014 à Sotchi, où elle finit 19e du skiathlon (sa meilleure performance en grand championnat), 41e du dix kilomètres classique, 31e du trente kilomètres libre et 11e du relais. En 2018 à Pyeongchang, elle représente l'Australie pour ses troisièmes jeux olympiques, arrivant 39e du skiathlon, 33e du dix kilomètres libre (égalant le meilleur résultat australien en ski de fond aux Jeux olympiques de Chris Heberle en 1988) et 12e du sprint par équipes.
Après les Jeux olympiques de Sotchi 2014, elle a déménagé en Australie pour instruire le ski à Perisher.
Pour la saison 2016-2017, Jezeršek court sous ses nouvelles couleurs, celles de l'Australie et les Championnats du monde à Lahti, où elle prend notamment la 23e place au skiathlon, soit le premier top trente d'une fondeuse australienne aux mondiaux.
En 2017 et 2018, elle gagne la Kangaroo Hoppet, course australienne de longue distance.
Elle dispute son ultime compétition internationale majeure aux Championnats du monde 2019 à Seefeld.

## Palmarès

### Jeux olympiques
| Épreuve / Édition   | Sprint                           | Sprint                           | 10 km                            | 10 km                            | Poursuite / Skiathlon 2 × 7,5 km | 30 km | Relais | Relais   |
| Épreuve / Édition   | libre                            | classique                        | libre                            | classique                        | Poursuite / Skiathlon 2 × 7,5 km | 30 km | Sprint | 4 × 5 km |
| JO 2010 Vancouver   | Épreuve inexistante à cette date | —                                | 40e                              | Épreuve inexistante à cette date | 17e                              | —     | —      | 14e      |
| JO 2014 Sotchi      | —                                | Épreuve inexistante à cette date | Épreuve inexistante à cette date | 41e                              | 19e                              | 31e   | —      | 11e      |
| JO 2018 Pyeongchang | Épreuve inexistante à cette date | —                                | 33e                              | Épreuve inexistante à cette date | 39e                              | —     | 12e    | -        |

Légende :
- : pas d'épreuve
- — : Non disputée par Jezeršek

### Championnats du monde
| Édition \ Épreuve  | Sprint classique                 | Sprint libre                     | 10 km classique                  | 10 km libre                      | Poursuite / skiathlon 15 km | 30 km | Sprint par équipes | Relais 4 × 5 km |
| ------------------ | -------------------------------- | -------------------------------- | -------------------------------- | -------------------------------- | --------------------------- | ----- | ------------------ | --------------- |
| Liberec 2009       | Épreuve inexistante à cette date | 65e                              |                                  | Épreuve inexistante à cette date | 48e                         | 43e   |                    |                 |
| Oslo 2011          | Épreuve inexistante à cette date |                                  |                                  | Épreuve inexistante à cette date | 20e                         | 22e   |                    | 7e              |
| Val di Fiemme 2013 |                                  | Épreuve inexistante à cette date | Épreuve inexistante à cette date | 44e                              | 40e                         |       |                    | 14e             |
| Lahti 2017         | Épreuve inexistante à cette date | 46e                              | 50e                              | Épreuve inexistante à cette date | 23e                         | 34e   |                    | 15e             |
| Seefeld 2019       | Épreuve inexistante à cette date | 69e                              |                                  | Épreuve inexistante à cette date | DNS                         | 47e   |                    |                 |

DNS = inscrite, mais pas au départ

### Coupe du monde
- Meilleur classement général : 68e en 2012.
- Meilleur résultat individuel : 17e.

#### Classements en Coupe du monde
| Année     | Classement général final | Classement distance | Classement sprint |
| 2010-2011 | 74e                      | 53e                 | 81e               |
| 2011-2012 | 68e                      | 48e                 | 80e               |
| 2012-2013 | 77e                      | 54e                 | -                 |
| 2013-2014 | 75e                      | 53e                 | -                 |

### Coupe OPA
- 5e du classement général en 2012.
- 8 podiums, dont 3 victoires.